# Paróquia de Madison
A Paróquia de Madison é uma dos 64 paróquias do estado americano da Luisiana. A sede da paróquia é Tallulah, e sua maior cidade é Tallulah.
A paróquia possui uma área de 1 685 km² (dos quais 4,07 km² estão cobertas por água), uma população de 13 728 habitantes, e uma densidade populacional de 8 hab/km² (segundo o censo nacional de 2000). 